# Fratelli Capozzoli

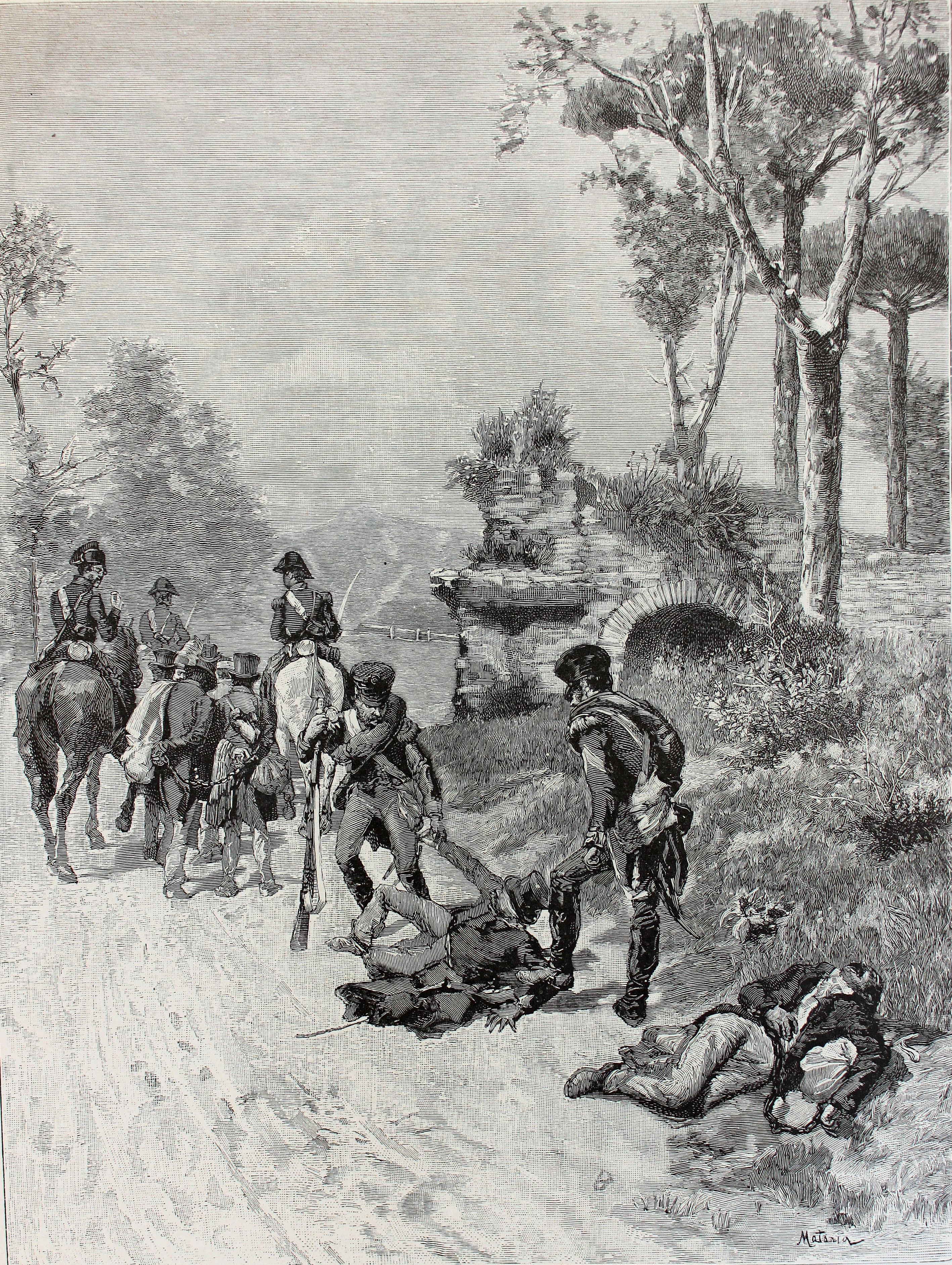
23 giugno 1829: Pasquale Rossi e i fratelli Donato, Domenico e Patrizio Capozzoli, arrestati a Perito dopo strenua resistenza, vengono condotti a Salerno (ill. di Edoardo Matania)

I fratelli Capozzoli, originari da una famiglia di piccoli possidenti di Monteforte Cilento, hanno legato storicamente il proprio nome a quello dell'omonima comitiva di "scorridori di campagna o cospiratori carbonari" che si raccolse attorno a tre dei fratelli: Donato, Domenico e Patrizio.
La banda dei Capozzoli, attiva fin dal 1817, operò nel Cilento, area geografica allora compresa nel Regno delle Due Sicilie pre-unitario. La vita della comitiva conobbe il suo drammatico epilogo con il coinvolgimento politico nei moti del Cilento del 1828: prima di allora, l'attività banditesca, di tipo comune, aveva potuto imperversare sul Principato Citra per oltre dieci anni, un tempo di sopravvivenza insolitamente lungo per una banda di briganti.

## Banda Capozzoli
L'anima vera della banda coincideva con il nucleo iniziale, formato dai tre citati fratelli. A guidarla era Domenico, che, pur essendo il minore di tutti i Capozzoli, era dotato dell'indiscusso carisma del comando. Al nucleo originario si aggiunsero altri due stabili sodali, che ebbero però ruoli da comprimari: erano Pasquale Russo e Francesco Ciardella, entrambi di Monteforte, legati da qualche forma di parentela alla famiglia dei Capozzoli.
Intorno ai cinque componenti stabili della comitiva, ruotavano inoltre altri vari personaggi di eterogenea estrazione, che si univano occasionalmente alla comitiva quando si realizzavano temporanee convergenze di interessi, finalizzate alla concertazione di singoli atti criminosi: poteva trattarsi, di volta in volta, di omicidi, furti in abitazioni, grassazioni a danno di mercanti di passaggio.

## Attività cospiratoria
La notorietà di questo nucleo di banditi e cospiratori è legata soprattutto alla convergenza politica che la sua azione manifestò con le forze eversive allora attive nel Cilento: nella storia di questa banda, spicca infatti il coinvolgimento nei moti costituzionali cilentani del 1828, nel corso dei quali il gruppo non si limitò solo a garantire una pura e semplice adesione, ma finì per assumere anche un ruolo catalizzatore delle «molte spinte eversive del movimento prerivoluzionario».
Patrizio, Donato e Domenico, scampati all'estero dopo il fallimento della rivolta, fecero poi ritorno nel Regno delle Due Sicilie, finendo nelle mani della polizia borbonica, il 17 giugno 1829, traditi da un amico. Imprigionati prima a Vallo, e poi a Salerno, furono sottoposti a un sommario processo e condannati. Dopo che fu emessa la sentenza capitale, furono condotti nel Cilento per esservi fucilati a Palinuro, il 27 giugno 1829, di fronte al telegrafo che avevano incendiato l'anno precedente. Gli furono mozzate le teste che furono portate in giro nei paesi circostanti per servire da monito alle popolazioni.
Altri due fratelli, Luigi e Gaetano, furono attivi due decenni dopo, prendendo parte ai moti cilentani del 1848: il primo morì il 26 settembre 1849 a seguito di in uno scontro a fuoco, mentre il secondo, condannato alla galera, uscirà di prigione solo nel 1860, vedendosi riconoscere un vitalizio dal Regno d'Italia.

### Legami con l'eversione borghese del Cilento
Dall'originario rifugio, nelle impervie e boscose zone delle montagne di Monteforte, Magliano Vetere e Capaccio, la banda seppe darsi una notevole articolazione organizzativa, che gli permise di irradiare la propria sfera d'azione su tutto il territorio del distretto di Vallo della Lucania, e di garantire un'eccellente longevità alla loro banda. A contribuire in maniera essenziale a questo duraturo successo, fu l'abilità dimostrata nell'intessere stretti legami con la borghesia locale e con esponenti delle sette cospiratrici dei Filadelfi.
I legami con il retroterra sociale non si risolvevano in rapporti esclusivamente clientelari, di "subordinazione [...] economica e sociale" nei confronti dei manutengoli borghesi, ma si caricavano di significati e spessori più propriamente politici.
Ma la natura di tali contenuti politici, germogliati su un terreno prevalentemente clientelare, intessuto di rapporti personali, e di subordinazione socio-economica, può comunque far ritenere che l'adesione al ribellismo politico non fosse vissuta dai Capozzoli in piena consapevolezza
Tra le famiglie illustri con cui stabilirono legami di connivenza, vi furono i fratelli Santoro di Orria, i fratelli De Mattia di Vallo della Lucania, la famiglia Mazziotti di Celso, i Gammarano di Montano Antilia, Antonio Galotti e il canonico Antonio Maria De Luca di Celle di Bulgheria.